# Jewhenija Kasbekowa
Jewhenija Serikiwna „Schenja“ Kasbekowa (ukrainisch Євгенія Серіківна „Женя“ Казбекова, wiss. Transliteration Jevhenija Serikivna Kazbekova; * 15. Oktober 1996 in Dnipropetrowsk) ist eine ukrainische Sportkletterin.

## Karriere
Als Tochter der ehemaligen Sportkletterer Natalija Perlowa und Serik Kasbekow begann Kasbekowa früh mit dem Klettern. Mit acht Jahren kletterte sie ihre erste Route im Vorstieg, eine 7a+. Bereits im Alter von 11 Jahren kletterte sie eine Route im Schwierigkeitsgrad 8a und mit 12 Jahren 8a+/8b.
2010 gewann Kasbekowa die Jugendweltmeisterschaft im Lead. Ein Jahr später wurde sie an der Jugendweltmeisterschaft Zweite im Lead. Ihr erster Weltcup absolvierte sie 2012 in Chamonix. Sie erreichte dabei den 36. Platz. Ihr bisher bestes Resultat ist der 5. Platz im Bouldern am Weltcup in München 2019.
2024 konnte sie sich für die Olympischen Spiele in Paris qualifizieren. Dort erreichte sie den 15. Platz. Bei der Europameisterschaft 2024 in Villars-sur-Ollon wurde sie Vize-Europameisterin im Lead sowie in der Kombination. Im Bouldern wurde sie Vierte.
2013 wurde sie mit 16 Jahren das erste Mal ukrainische Meisterin. Sie konnte diesen Titel bis 2021 verteidigen.

## Erfolge

### Wettkampfklettern
- Vize-Europameisterin im Lead: 2024
- Vize-Europameisterin in der Kombination: 2024
- Ukrainische Meisterin im Lead: 2013, 2014, 2015, 2016, 2018, 2019, 2020, 2021
- Ukrainische Meisterin im Bouldern: 2016, 2017, 2018, 2020
- Vierter Platz an den Europaspielen 2023 im Bouldern
- Fünfter Platz an den World Games 2022 im Lead
- Vierter Platz an der Weltmeisterschaft 2019 im Bouldern
- Jugendweltmeisterin 2010 im Lead

### Kletterrouten
(Quelle: )
8c+
- Mountain Rock Trip – Red Stone, Krim – Mai 2019
- Güllich – Red Stone, Krim – September 2017

8c
- Directa jabalí – Siurana, Spanien – April 2022
- Pati noso – Siurana, Spanien – April 2022
- Palindrom – Siurana, Spanien – November 2021
- Skif – Nikita, Krim – Mai 2017